# 東映ビデオ
東映ビデオ株式会社（とうえいビデオ、英: TOEI VIDEO COMPANY, LTD.）は、劇場用映画をはじめテレビ映画・アニメのビデオ・DVDソフトの製作・販売活動を行う会社。近年は劇場用映画の製作出資や配給も行う。東映の完全子会社。

## 概要
1970年6月10日、近づくビデオカセット時代を見据え、映像産業の新分野へ積極的進出を目指し、東映ビデオ株式会社として設立。東映会館5階の一角に事務所を構えた。その後1977年2月2日にビデオ事業とは関係のない東映芸能と東盛商事が合併し商号を東映芸能株式会社とし、この東映芸能株式会社と東映ビデオ株式会社が同年8月31日に合併して商号を東映芸能ビデオ株式会社とした。1983年5月27日に総合ビデオソフトメーカーとしての事業展開を目指し、商号を1970年設立時と同じ東映ビデオ株式会社に戻した。

1986年にはオリジナルビデオアニメ『東映Vアニメ』、1989年にはビデオ用映画『東映Vシネマ』の製作を開始。映画、アニメ、テレビシリーズ、東映Vオリジナルのみならずドキュメンタリー、音楽、スポーツ、カラオケ、教材用ビデオなど、月40タイトルにわたり発表している。また通信カラオケにも力を入れており、かつては業務用カラオケ機器「東映BeMAX'S」を保有していたが、2004年に同機種の権利をBMBに譲渡した後は、背景映像（BGV）コンテンツの提供が主になっている。
東映が出資。資本金2,700万円。所在地は東京都中央区築地1丁目12番22号。
当社のみの特長として、映画作品のビデオグラムのパッケージには、必ず「全国劇場公開作品」を四角で囲った表記が入っている。同業他社は基本的にこの表記を使用していないため、商標登録はされていない。
東映が発売元のビデオグラムは、名義上は「発売元・東映ビデオ 販売元・東映」と、東映の意向でこの表記にする逆転現象が起こっているため、ビデオ販売部門を直接持たない東映においての影響力が高いことがうかがえる。

## 歴史

### 設立経緯
1961年、東映教育映画部は世界に先駆けトーキーの8ミリ映写機の開発・事業化に成功。1962年4月、東映教育映画部から独立し8ミリ映像部が設置された。8ミリ映像部は1965年6月に三協精機、横浜シネマの協力を得て、トーキーの8ミリ映写機を独自に開発する等、1960年代に8ミリ映写機を自社製作し全国に販売した。当時の学校用教材の市町村ライブラリーはすべて16mmフィルムだったが、それを8ミリの学校ライブラリーに置き換えようというのが東映の狙いであった。この部署が1967年2月、教材本部教材映機営業部になった。部員はその後もビデオ一筋の道を歩み、いずれも東映ビデオの専務を務めた小林秀次と小黒俊雄ら三人で、これが東映ビデオの母体である。当時の8ミリはほとんどが業務用で学校面での需要が大きかったが、テレビが普及し始めると学校面での需要は減少し、主な販路は遠洋航海の原油タンカーや貨物船などの乗員の娯楽慰安用に限られるようになった。それらの船舶は遠洋に出るとすぐに日本のテレビは入らなくなり、何ヵ月も寄港しないため8ミリが良く売れた。ところがオープンリール式のビデオテープレコーダ（ビデオデッキ、VCR、VTR）が発売されると8ミリはさっぱり売れなくなった。それで映機営業部でビデオの研究を始めたが、映画会社では研究にも限界があった。1969年までの家庭用ビデオテープレコーダは、家庭用といってもカセット型はまだ開発途上であったため、オープンリール式のモノクロで、本体20～30万円、専用小型テレビカメラ、モニターテレビを含めると50万円以上、テープも一巻が3万円と高価だった。ハード（機器）もソフト（テープ）も高価なこの時代に、8ミリや初期のビデオの"一般の"購買層は、手元に置いて自分の所有物にしたいという心理を持つコレクターのような人たちであった。特に1970年前後に個人でVTRを所有するケースは極めて稀であった。1960年代も終わりかけの1969年10月29日、ソニーが最初のカセット式、しかもカラーの「ソニーカラービデオプレーヤー」を発売した。このソニーのカセット式発売は東映は勿論、映画関係者を驚かせた。機械も大きく値段も高価で家庭にはすぐは普及しなかったが、ビデオという未来産業への期待から、1970年1月19日発足のフジポニーを皮切りに、1970年1月に東映を退社した今田智憲が設立に参加した日本クラウン・日本テレビ共同出資のユニオン映画が2月10日に発足されるなど、放送局や映画界、レコード業界、広告業界、出版業界など、映像に関わる企業が3日に一社、計200社といわれたビデオ関連会社を設立する百花繚乱時代となった。ビデオ産業で先頭に立っていたのはポニーとフジテレビとニッポン放送などのフジサンケイグループであったが、東宝は最初はソニーと提携し研究を始め、松竹は将来ビデオが普及すれば音楽出版が窓口になると踏み、毎日放送と中央音楽出版（現・松竹音楽出版）を設立し、松竹、東映、大映、日活もそれぞれ委員会を組織して研究を進めた。東映でもビデオの研究を1960年代からやっていた映機営業部を母体に、各部門で行ってきたビデオに関する調査研究を統合し、1970年2月2日付けで社内に「ビデオ・パッケージ特別委員会」（坪井与委員長）を設置した。これが東映ビデオの実質的始まりである。1970年6月10日、正式に東映ビデオ株式会社が発足した（社長・大川博）。発足時の社員は小林秀次、小黒俊雄ら十数人であった。岡田茂は、東映ビデオ設立直後の1970年7月の映画誌のインタビューで「ウチのビデオ部門は東映のそれまでの含み資産を頭に勘定しながら発足した。これから市場の拡大に伴って、いかに市場を握っていくかが勝負でしょう。ビデオは伸びますよ。面白い映画産業の一つです。テレビに次いで第三の成長映像産業部門が出現したということです。映画を封切って二年ほどしたらテレビに流す、テレビでなんぼか稼いで、何年か後にはビデオになる、これがビデオカセットになる。一つの材料で三つの部門に稼げる材料が出てきたことは事実です。結局、映画だけを主にしていてはダメになった。われわれが考えている以上に機械文明の方がどんどん進んでくるから、これにどう即応していくか考えなければいかんということです」などと話していた。1989年の映画誌のインタビューでは「ウチは（ビデオ業界の）先発。昭和40年代後半、オープンリール時代から粘りに粘って頑張った」と話した。東宝が最初にハードを開発中のソニーと提携したことから、東映は同じハードを開発中でレコードで既に提携していたビクターと提携するのではと見られていた。

### 1970年代
各電機メーカーはコンパクトで安い家庭用ビデオテープ・レコーダの開発を急いだが、まだ製品は市販化されておらず、メーカーも一切宣伝していないのにも関わらず、1970年春、新聞雑誌が近い将来の映像媒体として60年代は"カラーTVの時代"70年代はVTR時代"、"ポストカラーTVの本命"などとビデオパッケージ（VP、映像ソフトの総称）を盛んに紹介し、ビデオパッケージの認知度だけは50%にも昇った。電通が1970年に都内23区から500世帯をピックアップし調査を行い、電通発行の雑誌『マーケッティングと広告』1970年10月号に「ビデオパッケージの家庭への普及は5年先の1975年に全国世帯数13.3%ぐらいになるだろう」という調査結果を載せた。このような1970年前後の状況を受け、1970年にポニー社長の石田達郎が基調演説として「10年後にビデオソフトは5000億円産業になる」と行く先々でぶち上げた。アメリカでさえ「10年先は10億ドル（当時のレートで約3,600億円）」としか言っていないのに、この石田発言は根拠不明であった。
日本最初の長編ビデオソフトは1960年代後半にドリームライフ（ニラサワフィルム）が愛好者向けに『歌劇カルメン』全曲3時間をソニーの再生機とセットで販売したのが最初。映画会社でビデオソフトを最初に発売したのは1969年12月の東宝で、東映が1970年2月これに続いた。最初は山一證券からの受託『転換社債』という企業内教育ソフトで、これらはモノクロのオープンリールで、劇映画をテープに移したものであったが、家庭はおろか、企業にもなかなか売れず、ニーズがなく当初は売り上げは上がらなかった。当時"風のない日の凧上げ"という名文句が出た。"風のない日"の"風"とは"消費者のビデオソフトに対するニーズ"という意味である。
VTRの家庭への浸透にかなりの年月を要したため、東映ビデオも含めビデオ関連会社は開店休業状態が長く続き持ちこたえられず、多くの会社が潰れていった。またCATVなども1970年当時には存在し、磁気方式で開発を進める日本の電機メーカーに対して、アメリカは光学方式での研究が進み、パイオニアはビデオの商品化をやらず、レーザーディスクの商品化の研究を始めるなど、「5000億円産業」発言は騒ぎ立て過ぎ、ビデオの将来性については懐疑的な考えもあり、荻昌弘は「ここ一、二年の間に、ハードウェア―の面では革新的な進歩があった。ところがその器に盛るためのソフトウェア―は全てこれから。映画会社が何をやるかといえば、旧作をビデオ化するぐらい。ソフトウェア―の面でも偉大なものが開発されない限り、本当に生かすことはできない。私はここ数年、ビデオブームが爆発的に起こるとは思わない」と話し、NHK総合技術研究所・岩村総一主任研究員は「町の映画館が改築されて個室をいっぱい持った建物になるだろう。お客はロビーの棚にまるで本屋の店頭さながらにずらりと並んだビデオ・パッケージの中から、外国ものでも日本ものでも見たい作品を選んで個室に行き、プレーヤーにかけてカラーテレビで鑑賞する」などと解説し、『放送文化』（NHK出版）1970年3月号は「先に各地で映像図書館が出来て、あらゆる種類のビデオ・パッケージ・シリーズが備えられ、小さな子供から主婦まで大繁盛した後、家庭用ビデオテープレコーダが普及する」などと論じ、他にも「欧米はテレビの放送時間がいい加減でタイマーは役に立たないから、テレビから採る（録画する）のは無理。またヨーロッパなどはテレビが面白くないからビデオが普及する。日本はテレビが面白すぎるからビデオが普及しない」、「映画会社が映画館を潰してビデオで食えるわけがない」、「ミュージック・テープのようにカセットに対する一般大衆の需要は期待できない。せいぜい教育、教養方面の利用」などの意見もあり、東映ビデオ設立直後の1970年7月の映画誌のインタビューで小林秀次東映ビデオ取締役営業部長は「ビデオソフトが家庭にどういうスタイルで入るのかは、全く誰にも分からない」と述べ、初期のビデオはハードもソフトも高価だったこともあり、ビデオの将来はよく分からない状態であった。映画業界は再生機械であるプレーヤー（ビデオテープレコーダ）の規格が統一されない（ビデオ戦争）とおいそれ手を出せない状況で、映画会社のビデオ部門は結局は電機メーカーに儲けを持っていかれ下請けになるのではという危機感があった。映画業界はリスキーなビデオ部門の参入にあたり対応が分かれた。独力でビデオ部門を運営すると決めたのは東映だけで、大映、日活の二社はポニーと提携した。東宝は最初は単独でやるつもりで、松竹も最初はポニーと提携を予定していたが、東宝と松竹は様子見として、文藝春秋、渡辺プロの四社で日本映像出版（ネスコ）を設立した。東宝・松竹とも提携に社内の猛反対があり重役会で揉めた。松岡辰郎、城戸四郎両社長がそれらの反対を押し切り提携を決断。「大都市はそれぞれの系列館を続けるが、地方ではお互いのフィルムを抱き合わせて売る」などと発表し、記者会見では記者から「自ら映画をダメにするような事業になぜ乗り出すのか」と質問が飛び、両社長は「映画の衰退はもう防ぎ難い。企業としては情報産業の波に遅れまいとするのは当然。二番館、三番館用に作っていたくだらん映画をやめられる」と話した。業績振るわず無配を続ける松竹の城戸社長には「そこまでやるならいっそ合併したら」の質問が飛び、「そのうちやるかもしれない」と話した。東宝はレコード事業が未経験の流通で泥沼にはまっていたことから、ビデオの流通に慎重にならざるを得なかった。映画会社でビデオ黎明期から傍系の子会社単独でビデオ部門の事業を継続したのは東映だけだった。
東映はビデオ部門でポニーに次いで売上げ二番手に付けたが、大川博東映社長は「ウチには教材映画が千本近くあるので、教育機関に売るか、貸すかがいいのではないか」と教材もので優位に立てるのではないかと考えていた。大川は教材ものなどを売れば、世間が考えているほど、ビデオは将来的にも映画興行の生命を脅かすことはないと考えていた。しかし1971年に大川逝去後、東映社長を継いだ岡田茂はターゲットが教育機関になるとは考えていなかった。岡田は東映企画製作本部長時代の1970年秋に、ポニー社長の石田達郎、電通常務の梅垣哲郎との対談で、「石田さんにラッパを吹いてもらって、ウチは少なくとも2番手ランナーぐらいにつけて、ある時期来たらパッと飛び出したろと考えています（哄笑）。どの時期を飛躍のチャンスとするかはハード（ビデオテープレコーダ、VTR）の伸びをみなきゃ分からない。ソロバンは非常に難しいと思います。フジグループのようにビデオというよりは総合ソフト産業を目指されるという立場だと、資本をドカンと入れてもその他の機能に絡めて着実に回収できるということなんでしょうが、ウチあたりのように、映画、ボウリング、不動産でメシ喰っているところでは、まだ形にもならないビデオにドカンとカネ注ぎ込むということはソロバンが許しませんわな。今はオープンリールでの商売です。まったくオープン戦みたいなもんです（哄笑）。実際商売になっているのは、企業向け、学校向け、レジャー向け。これは旅館、モーテル向け、そんなところにしかソフトは動いていません。5千億の夢からすると微々たる商売ですけど、当面、この市場にウチの教育映画部門で製作した映画とか、一部の娯楽産業（東映ポルノ）をビデオ化して流しているわけですが、やがてホームユース（家庭用）時代を迎えるVP（ビデオパッケージ、映像ソフトの総称）の流通機構をどうするか、今からポニーさんに遅れず考えておかなきゃいけないでしょうね。幸い硬派なハウツーものとか教育用ソフトは、もう10数年16mm映画や8ミリ映画を製作配給してきたルートがあるので、これをビデオの販売チャンネルとして生かしてみたい、一朝一夕では採算ベースに乗らんでしょうが、このネットを生かすテがウチにはあるわけです。もうひとつは軟派ソフト、娯楽ですね、これが一番の稼ぎに将来なるんでしょうが、それだけにホームユース時代を迎える前に娯楽ものを流す流通組織を確立しておかないとビデオで旨味を味わうことは出来んと思う。いまウチが不況の映画界でかなりの利益を上げているのはいい市場を押さえているからです。直営劇場が80、東映作品しか上映しない専門館が250館、計330の系列市場があるため安定した収入が上げられているんです。この市場の成長のために喫茶店、飲食店の併設やら、力のあるところにはボウリング場を開設などやって興行資本の強化を援助してきたのが、不況の映画界で東映が独走している要因です。この市場がやがてビデオ時代が来るのだし、今はこちらからフィルム扱うのもビデオ扱うのも結局は一緒だなどと勧めているんですが、中にはいち早くビデオを扱っている映画館主もいます。まあこれを将来ウチのビデオの大きな販売網にしたい。そこから一般末端ユーザーを掴む、今着々準備しているところですが、これがハードの市場進出につれて販売基盤が拡がったとき、ウチが飛び出す時機が来ると思います」などと述べていた。映画関係者は映画館がビデオを見せる施設に転換するのではという見方をする者が多かった。
また石田達郎が「いま、ビデオの流通チャンネルとして考えられているのは出版、レコード、あるいは岡田さんが狙っておられるような映画館網いろいろありますわね...」などと話しているが、1970年当時にレンタルビデオとしてビデオが普及するという発想も既にあり、同じ対談で電通常務の梅垣哲郎が「これはあまり言うとアイデアを他へ取られちゃう恐れがある（哄笑）。僕は大企業が数社集まって貸しビデオ店（レンタルビデオ）をやったらどうかと思うな。何億かのカネ積んで何万台かのハード、一般消費者にリースするんですよ。そうすりゃテレビの初期、正力さんが街頭テレビで普及させたように、これは安くて、便利だとみんなが手に入れたがるでしょう...」などと話している。また『映画時報』1970年3月号で、川上流二東宝取締役は「レンタルというのは非常に難しい面をたくさん持っている」と話し、レンタルの問題点を詳しく説明している。
日本電子機械工業会が通産省の委託でまとめた報告書によると、VTR出荷、1970年約6万2,000台、120億円（国内約2万4,000台=47億円）、ソフト約4万6,000本=6億円、利用分野は企業内営業用、学校、個人の順で、ソフトの種類は趣味・娯楽で実質はポルノが38%。次に企業PR用が15%、以下、一般教養、医学の順。普及がされないのは規格の不統一、未開発とコストダウンができないためと解説している。
1971年のビデオソフト流通は業務用ソフト98%、個人向けビデオソフト0.5%。業務用ソフト98%の内、成人娯楽が68%と、ピンクビデオの占める割合が群を抜いて高かった。ビデオソフト業界はポルノビデオが圧倒的多数を占める状態から始まった。
1971年頃からお客へのサービスとして観光バスや喫茶店がビデオを設置し始める。カラーテレビを備えた観光バスは以前からあったが、場所によっては電波が届きにくく画面が映らなくなるため、それをカバーするビデオに対する期待は大きかった。
1971年8月、大川博社長が逝去し、後任社長に岡田茂常務が就任。東映社長就任と同時に岡田が東映ビデオ社長を兼任。岡田は社長就任前から「テレビ映画もCMも映画と同じ"映像"という観点で捉え、東映をすべての"映像"に取り組む映像会社に変貌させる」という考えを持っていたため、東映ビデオは岡田の肝煎りセクションになった。
岡田が三越の岡田茂専務（当時）と同姓同名で仲がよかったことから、二人の話合いで1971年秋から東映の劇映画のビデオセットを販売する契約を結んだ。当時他のデパートもビデオカセット販売に強い関心を寄せ、三越はビデオレンタルを企画し、開始した場合は東映が全面協力を予定していた。二人の岡田のビジネス上の付き合いは後に三越映画劇場に繋がった。
『月刊ビデオ&ミュージック』1972年1月号の付録、ビデオソフト作品目録（1972年版、発売は1971年までのもの）には、東映のビデオカセット販売タイトルとして、企業経営・職場教育向けに『正しい話し方』『言葉づかい』『明るい応対』『女子社員の心得』、従業員定着シリーズ『職場の生きがい』『わたしの幸せを売る』『ある根性の物語』『職場の太陽』『転職』『職場の不満』『職場のわかもの』『職場の孤独と仲間たち』など、職場教育シリーズ『集団討議・司会者編、形式編』、商店員教育『美しい包装』『私は一年生・基礎編、応用編』など、社交ホステス向け『指名獲得法』『基本接客法』など、金融機関向『お札の数え方』『来店客の心を奪え』『得意先係に要求される人間性』『よみがえる定期預金』などが15分から30分程度、カラーと白黒が半々で各2～3万円。産業教育・一般教育『ビデオ・コンピューター講座—全50編—』各30分、18,000円で、全81万円。暮らしの知恵シリーズ『夫・職業・家庭』『タバコと健康』『交通安全 運転者の目 歩行者の目』『この悲劇をくりかえしてはならない』、母親教育『もうすぐ一年生』『ひとりっ子』など、19分から30分程度が白黒で各2～42,000万円。医学・保険衛星シリーズ『中年からの運動と体力づくり』『飲酒と科学』『黒い血』『みなおせ食品添加物』『おそろしい回虫』『母乳栄養と人口栄養』、教養文化シリーズ『国旗とわたくしたち』『雪山の猿』『ニホンザル』『南氷洋の捕鯨』『原子力発電—そのしくみと安全性』などが19分から90分程度がカラーで各2～7万円。娯楽一般タイトルは『任侠清水港』『赤穂浪士 天の巻 地の巻』『かんざし小判』『この首一万石』などが白黒72分、各5万円、『喜劇急行列車』『喜劇・"夫"売ります!』などが白黒90分、各55,000円、『湖の琴』は白黒で劇場公開版と同じ129分、55,000円、『徳川家康』も白黒143分、55,000円、『あゝ同期の桜』も公開版と同じ107分55,000円、『やくざ刑事』白黒89分、55,000円、『太平洋のGメン』白黒72分、55,000円。ムードシリーズとして『温泉あんま芸者』（58分）と『徳川女系図』（60分）『浮世絵千一夜』（60分）がカラー編集版で各6万円。この他、57タイトルの成人向けビデオが記載されており、『女湯三助物語』『女高生ジャングル』『おいろけ女忠臣蔵』『恥ずかしい技巧』『学生娼婦』『口説きあの手この手』『個室のテクニック』『快楽の女医』『女+ツボ＝回春』『珍譚鬼の居ぬ間に』『悶える電話』『悶える少女』『(禁)いたずら』『思春期の行為』（各カラー30分、3万～6万円）などは映画のタイトルにはないもので、劇場公開された東映ポルノや洋ピンを編集したり、他社のピンク映画を買取り編集したものと見られる。1973年にポニーが発売した『太陽がいっぱい』のビデオは時間不明で10万円。
1970年代前半にはチャイルド社と提携し、幼稚園用ビデオを発売したり、富士フイルムと提携してゴルフやボウリング、証券会社のハウツーものなど業務用需要に焦点をおいて展開を図ったが、当時は売る物もなく売る先も狭く、これらは大きな稼ぎには至らず。ビデオ業界の糸口になったのは成人ビデオであった。1971年2月にソニーが全国六ヵ所で関係者を招いて"ビデオ祭"を開催したが、人気の的だったのはソニーご自慢の映像機械ではなく、日活と東映が「限られた業者へのアピールのために設けた特別コーナー」で、上映された『温泉あんま芸者』『濡れた乳房』などが大入満員となり、ソニーは苦虫を潰した。この光景を見たマスメディアは「ビデオとはピンク映画と見つけたり！」と叫んだ。VTRが市販化される前に東映ビデオのようなソフトのメーカーにとってビデオテープの稼ぎ頭でもあり、また生き残れたのもポルノビデオのおかげであった。買い手はモーテルや連れ込み旅館などの温泉マークが主で、後はサウナ、遠洋航路の貨物船、タンカーなどであった。温泉マークに販売されたビデオは、それ以前に各地の温泉地で上映された16ミリの温泉ポルノや8ミリのブルーフィルムなどとは異なり、映画会社がかつて製作したピンク映画の濡れ場を編集して30分程度（当時のビデオは30分しか容量がなかった）のビデオにしたもので、再生機はオープンリール方式か、Uマチックの業務用再生機となり、テープも含めいずれも高価なため、こういう所しか扱えなかった。ハードメーカーは余り表に出したがらなかったが、1973年頃、全国5～6000の温泉マークにビデオが置かれた。最初に売り出したのはテイチクで発売は1970年5月1日。テイチクはレコード会社で、ピンク映画のノウハウもソフトもないため、場末の劇場で3、4千円で買いたたくようなピンク映画のフィルムを版権料20万円で買い集めピンクビデオを作って売った。テイチクはすぐに撤退したが、この後、東映ビデオとジャパン・ビコッテ（日本ヘラルドと惠通企業との合弁会社）、日活ビデオ事業部の3社のみがこれを制作販売した。当時はまだ日活はロマンポルノに転じて間もなく、ジャパン・ビコッテは当然ポルノ作品が充分ない中、東映だけは岡田茂が1960年代後半から盛んにピンク映画（東映ポルノ）を作っていたため、オリジナルを作る必要がなく、東映ポルノを30分程度に編集して売った。他の二社はオリジナル作品を作らなければならなかった。これが物珍しさもあり、東映ビデオは1971年夏から"ピンク商法"に事業を拡張、タダ同然の製作費で大きな利益を生んだ。東映ポルノの『処女の絶叫』などのハイライトシーンを再編集して『女の恍惚』という別タイトルを付けた67作を「東映㊙ムードビデオ大劇場」と名付け売り出した。この東映30分短縮ポルノは1980年代前半まで東映のビデオカタログに記載があったとされ、有名作では鈴木則文監督作『エロ将軍と二十一人の愛妾』の改題『将軍と二十一人の愛妾』、山口和彦監督作『色情トルコ日記』の改題『金髪娘ボイン作戦』などがあった。元ネタである映画は映倫を通した物だったが、編集したビデオ作品にも勝手に映倫マークを付けて売り、元の映画は成人指定だったが、再編集版は成人指定がないため子供も自由に見れた。これが映倫と揉め、警視庁防犯部が捜査に乗り出したり、日活が1972年1月に徳島県警防犯課による摘発を受けたことから（日活ロマンポルノ裁判の始まり）、1972年3月1日に先の三社が作品の自主審査を行う「成人ビデオ自主規制倫理懇談会」を発足させ、これが1977年6月に日本ビデオ倫理協会になった。日本ビデオ倫理協会の設立は映倫維持委員会の承認を受ける必要があったが、当時の映倫維持委員会委員長はそれまで散々映倫と揉めて、映倫を苦しめ続けた岡田茂で、「どうなっているのか？」と新聞に叩かれた。東映ビデオは1973年5月に神奈川県警防犯課に大がかりな猥褻フィルム販売、映倫マーク盗用事件で、現像関係者など18人が猥褻図画販売、商標法違反などの疑いで書類送検された。猥褻フィルム事件で商標法の適用を受けたのは全国初だった。この成人ビデオがなければ東映ビデオは持ちこたえられなかった。
1972年度上半期で、前年下半期に比べ130%増の売り上げを計上し、ビデオ業界唯一の字を黒字を保つ。
ポルノは今や「見るより作る時代」を先取りして東映傘下の東映観光が「8ミリ・ポルノ・撮影ツアー」を企画。1972年12月2～3日に箱根湯本温泉南〇荘にて、会費29,500円で、中小企業の社長からセミプロ的マニアや8ミリ同好会代表ら30人の好き者が集まりポルノ撮影会が開催された。酒宴の後、ピンク映画の巨匠・向井寛の演技・監督指導のもと、ピンク女優が3名、男優2名の強姦やレズシーンを撮影したが、地元の小田原署の係官がマークし担当者は神経を使い汗びっしょり。しかし参加者からは概ね好評を博した。
岡田社長がいずれビデオの時代が来るとソフトが不足すると読み、テレビでまだ未放映の『羅生門』を始め、多くの名作を持つ会社再建中だった大映の旧作の版権を安く買い叩けないか企んだが、仲の良い徳間康快が大映再建を始めたため断念。
業務用ではなく、一般家庭用戦略の第一段階は、好評テレビSFドラマ（原文ママ）『仮面ライダー』の商品化であった。東宝が『ゴジラ』など怪獣ものを本とセットで8ミリを売り出したのを真似て、1972年7月、大沢商会と提携して売り出した商品の内訳は、絵本レコード、ステレオ、ソノシートに映像を組み合わせたもので、映像メディアはビデオではなく、8ミリフィルムであった。第一期販売作品は「怪人ハエ男」「怪人カメストーン」「アマゾンのギリーラ」「海蛇男」「怪人ジャガーマン」の五作品で、各一組4,900円。大沢商会と東映直営館でのみ発売。
VTRがあまりに家庭に普及しないため、岡田社長が痺れを切らし、家庭に普及している映像機器は何かを調べさせ、当時家庭に普及という程のものでもなかったが、それでも映像機器としては最も8ミリ映写機の所持者が多い、1972年夏頃は少なく見積もっても150～200万台の映写機が家庭に普及しているといわれていた背景から、本を買うのと同じくらいの8ミリ時代が来ると予想し、1973年10月に富士フイルムに提携を持ちかけ、富士フイルムの映写機と東映の画（旧作）の8ミリをセットとして1973年12月1日「富士フィルム東映8ミリ映画劇場」を発売した。岡田は「ひと頃ビデオ5,000億円産業と騒がれたが失敗したようだ。これはソフトよりもハードに問題点がある節がある。いずれビデオの時代が来るとは思うが、それよりも先に8ミリ映画の方がブームになると思う。現在8ミリ映写機は300万台が家庭に出回っている。これはもっと伸びる要素があると確信している。それを一層効果的に利用するため富士フイルムと提携して家庭配給に踏み切った。当初は月産5,000万円を目標にしているが、来年度は一億円を目標にしている。フィルムも既成の劇場用などを使用するが、新しいフィルムも製作して需要に応えたい」などと話し、長年の構想であった"家庭へのフィルム配給"の足掛かりを作った。ブームになれば直接家庭に配給する方法も構想していた。1973年時点ではビデオソフトより8ミリフィルムの方が売り上げを上回っていた。それまでの日本に於ける8ミリは一般家庭での記録を中心とした撮影機を通じて8ミリに親しむという方向で市場が拡大されてきたが、今後は更に家庭向き8ミリ映画を映写して、ホーム・ムービーを楽しむという8ミリフィルム及び、映写機サイドからの8ミリ需要喚起によって、8ミリ市場全体を拡大し、家庭で気軽に楽しめる映画劇場を、という狙いを持った。
第一期販売作品は東映名作シリーズとして藤純子主演『緋牡丹博徒』、高倉健主演『昭和残侠伝』、片岡千恵蔵、月形龍之介、市川右太衛門ら出演のオールスター映画『水戸黄門・天下の御意見番』や『旗本退屈男 蛇姫屋敷の決斗』『遠山の金さん捕物帳・謎のからくり天井』の劇場公開作5作品と、マンガ（東映アニメーション）、ドキュメンタリーなど20作品（カラー60メートル10分ものが9,800円、モノクロ90メートルが6,500円）が、「お茶の間を映画館に」のキャッチフレーズで全国の富士写真フイルム傘下のカメラ店、百貨店から売り出され、好評を博し発売前に1,000セット、2万本の予約が入り、発売4ヵ月で4万本（最終ユーザーに12,500本）というヒットになった。その後も日活から白川和子のポルノ映画を版権を買い、8ミリで販売するなど、8ミリフィルムの映画作品発売はフィルムの愛蔵版として人気を得てタイトルを増やし、一年後には40作品、1975年11月には洋画の名作を加え、その中の『エマニエル夫人』のハイライト集が爆発的なヒットとなり、25,000本を売り上げた。その後もマリリン・モンロー主演『紳士は金髪がお好き』（カラー90分、15,800円、1976年11月26日発売）、『ベイ・シティ・ローラーズ』（ロンドンテレビ局でのスタジオライブ、1977年7月7日発売、カラー73m、光学録音カセット付き、12,000円）『キャンディ・キャンディ』『ゲッターロボG』（1977年7月7日発売、各カラー60m、9,800円）などを加え、発売3年半で100作品、累計40数万本を売り上げた。東映ビデオの売上げ（1974年度上半期3億5,000万円）の五割以上が8ミリだった。ビデオソフトは二割で、あとは受注その他である。
これに伴い、当時全国の家庭に網を張り、機械をいじるのはミシンメーカーだったことから、8ミリを家庭配給するにはミシンメーカーと手を組まなければならないと構想していた。8ミリフィルムの発売はビデオに取って代わられた1978年頃まで続き、『エマニエル夫人』や『太陽の恋人 アグネス・ラム』（カラー25分、15,800円）など多数の8ミリフィルムがあるのはこのためである。
大川博の息子・大川毅とソリが合わず東映を退社し、ユニオン映画に行っていた今田智憲が盟友・岡田茂に呼び戻され、東映に経営企画部参与として復帰し、1973年3月31日付で、岡田に代わり東映ビデオ社長に就任（岡田は東映ビデオ会長）。当時岡田が東映動画（現・東映アニメーション）の整理で組合と大揉めしていたこともあり、業界関係者からは「一度東映を出た人がまた帰ってくるなんて、大川社長の時代では考えられないこと、よく組合が黙っていたものだ」と言われた。岡田は「今田君をビデオの社長に迎えたのはボクの友情からだと思われてるらしいが、それだけではない。彼の持つアイデアと才能を生かす方法はないかということで、みなに計って納得してもらったんだ。才能をフルに生かすためには、その企業をよく知ってなくちゃいけませんから。所詮、仕事は人と人のつながりから始まると思うし、何と云っても彼は東映の性格をよく知っている。今田君も他人のメシを食ってそれがよく分かっただろうし、彼のアイデアを生かせば、うちのビデオも伸びると思うんだ。勿論今田君も昔の自分だと思っちゃいかんわね。それは本人、よく知ってると思う」と話した。今田は翌1974年8月、東映動画とタバック社長を兼任しながら、東映ビデオ社長を以降1989年まで16年間、東映動画を1993年まで20年間社長を務めた。ビデオと動画の社長を長年兼任できたのは、ビデオ部門は1970年代はほとんど動きがなかったからである。VTRが家庭になかなか浸透せず、コンパクトで安価なVTRは1975年から販売が開始されると1973年頃公表はされたが、規格の問題などがあり、すぐに普及はしないのではと今田は考えた。また1973年に西ドイツのテレフンケンがヨーロッパでビデオディスクを発売するという話が日本にも伝わり、カセット式ではなくビデオディスクが先に家庭に浸透するのでは考えていた。岡田からは8ミリのホームシアター実現を進めてくれと指示を受けた。1973年暮れ、"ミスター東映ビデオ"といわれた小林秀次部長が急逝し、後釜に小黒俊雄が坐る。
日本ビデオ協会（現・日本映像ソフト協会）加盟16社の1973年10月～1974年9月期、ビデオソフト売上は総額13億822万円。
1974年3月、家庭用ビデオソフト第一号『中山律子のボウリングアップ』を製作。12月には米軍の従軍撮影隊が16ミリでカラー撮影した太平洋戦争のフィルムを東京チャンネル企画、東映ビデオ製作で、歴史記録ビデオの集大成『激動の記録―映像でみる戦後』（全六巻・各25分）・『秘録・昭和戦争史』（全十巻・各15分）・『カラー太平洋戦争史・慟哭の記録』（45分、5万円）を販売した。1978年から手掛けた映像カラオケは制作費を節約するため軍歌などの映像はこれらの映像を、演歌には東映任侠ものの映像が使われた。
ビデオ時代の幕が開けたのは1975年。ソニーが小型で画質の良いベータマックス方式のVTRを発売した1975年をVTRの本格普及元年とされる。日本ビクターが1976年9月にVHS方式のVTRを発売し、本格的なVTRの普及が始まった。東映ビデオは1975年11月、来るビデオ時代の到来に先駆け、カラー家庭用ビデオソフト「ホームビデオシリーズ」（『ピンク・フロイドの幻想』（60分）・『任侠に咲いた花 藤純子』（30分））などを発売した。
1977年6月1日、日本ビデオ倫理協会の発足で、東映ビデオの小黒俊雄部長が理事長に就任。
1977年6月23日、東京有楽町の日本劇場1階の東宝ビデオショップ内に日本で初めての本格的ビデオ・レンタルショップ（レンタルビデオ）がオープンした。
春、夏の東映まんがまつり以外に一年を通じ子供たちの見る映画がないと、今田社長のアイデアで、少年向け映画を非劇場映画として、東映と系列の劇場以外の全国のホールでの上映を決め、東映ビデオとして初めて映画の配給に乗り出した。第一弾は今田社長自ら現地で買付けて来たチェコスロバキア映画『口笛はあの青い空に』（日本語吹替え版で黒柳徹子らが吹替えを担当）を1977年8月、東京有楽町の第一生命ホールと大阪桜橋のサンケイホールを皮切りに全国のホールで上映された。今田は「最近は劇場用映画の観客動態が大きく変化してきており、ホールなどを活用した非劇場上映の方式に注目すべきだと思う。特に子供を対象にした映画の場合、その動員力はバカにならないものがある」などと話した。
1977年、東映ビデオ販売の名称を冠した販社制度が立ち上がり、全国的な流通網が確立され、同年8月31日に東映芸能と東映ビデオが合併し、東映芸能ビデオ株式会社が立ち上がった。1980年代にビデオ売り上げ急上昇の原動力になった東映ビデオ販売全国13販社は、会社発足後以降の悪戦苦闘期にその原形を築き上げたものであり、同社はビデオ業界で最も強力な営業網を作り上げることに成功した。
1977年12月24日に東映セントラルフィルム発足がアナウンスされ、岡田東映社長に誘われ黒澤満が東映芸能ビデオの社員として迎えられた。東映セントラルフィルムの旗揚げ第一作の『最も危険な遊戯』は、製作が東映セントラルフィルム=東映芸能ビデオで、テレビドラマ『探偵物語』なども東映芸能ビデオの制作であるが、本来、東映ビデオは映画やドラマを制作するセクションではないので、東映ビデオとして制作が活発になるのは『東映Vシネマ』以降となる。
東映はカラオケ創成期の8トラック（カセット型）開発で先駆的役割を担い、カラオケ市場のベースを創出してきた。1978年8月にはカラオケビデオをオリジナルで開発し。初のビデオカラオケ「映像でつづるカラオケビデオ・想い出の軍歌」を1978年8月15日発売。従来のカラオケは頭出しが簡単な8トラックのテープから曲が流れ、客は歌詞カードを見ながら歌うだけだったが、本商品はその曲と歌詞をビデオテープに収めた画期的なカラオケビデオであった。それまで東映ビデオは細々とした経営を続けたが、何かビデオソフトらしいものがないかを模索していたとき、営業マンの一人が「歌うとき歌詞カードで探すのは大変だが、歌詞を画面に出したら便利なのではないか」とアイデアを出し、「ついでに背景に映像を流したら面白い。これはいける」と製品化に踏み切った。最初に作ったのは『軍艦マーチ』で、1974年に発売した歴史記録ビデオの映像をそのまま使った。これがビデオ機器の展示会で評判を集め、遺族会などからの問い合わせも相次ぎ、スナック、バー等で利用したいという要望が殺到した。1980年2月5日、スナックなどの飲食店、ホテル、旅館などを対象とした業務用カラオケビデオテープとビデオ再生システム（「東映カラオケビデオ自動選曲システム（SA-1000）」を発売。これがカラオケビデオの先駆け。しかしビデオを使用する「絵の出るカラオケ」は再生を繰り返せばテープが減り画質が落ちることと、8トラックならワンタッチでできる頭出しが容易でないという欠点があった。

### 1980年代
そこで「絵の出るカラオケ」の進化系をビデオディスクとオーディオの先進メーカー、パイオニアに提案し、専用機器の開発と製造を委託。パイオニアの松本誠也社長は岡田茂の銀座の飲み友達だった。パイオニアは1981年10月、独自に開発したレーザーディスクを発売したが、当初は注文が殺到するも年が明けたら売れ行きがパタッと止まっていた。これは再生しかできないのにソフトが少なかったためで、パイオニアは東映のカラオケビデオが人気があると聞き、苦肉の策としてこれをレーザーディスクでやったらどうかと考えた。両社の思惑は一致し1982年10月20日、業界初のカラオケディスクが発売された。従来のテープ式より光学式ビデオディスクは鮮明画像かつ、希望曲の頭出しが簡単で早く、耐久性も物理的摩耗が皆無のため使用年限は半永久的等、多くの利点があった。また曲に合致した背景映像により雰囲気を盛り上げると共に、聞く人を含めてアミューズメント性、エンターテイメント性を高めることが可能となり、カラオケ文化の拡大に大きく寄与した。販売は東映芸能ビデオが専用機器を合わせて販売した他、パイオニアでも家電ルートを通じて販売した。カラオケビデオやカラオケディスクを通じて映像ソフトを充分に持つ東映は有利に働いた。いくらでも過去の映像作品の中から曲にあった映像を抜き出してソフトを作ることが可能で、また新たに撮影したりし、大きな収入源になった。「最終的な勝負はソフトの良し悪し。ソフト制作のノウハウを最も蓄積してきたのは映画会社。ソフトの時代になればウチの出番です」と岡田茂は胸を張った。カラオケディスクは爆発的に売れ、レーザーカラオケはあっという間に業界全体に広がった。JHC（現・BMB）、第一興商、日光堂（現・BMB）といった大手カラオケ業者が参入し、日本ビクターや松下電器がVHD方式で、ソニーがCD方式を発売するなど、「絵の出るカラオケ」は夜の盛り場を席捲、カラオケの急速な普及をもたらし、アジア地区を含めカラオケ文化を生み出す原動力となった。またレーザーカラオケの選択が第一興商のカラオケ販売業界首位に押し上げた原因といわれる。1970年代は東映の旧作をビデオ化することが主な仕事だったが、このカラオケソフトの制作により新たな仕事の領域が生まれた。
本間は1980年9月、スカイコーポレーションから本間優二が移籍。1981年8月、従来30分15,800円のビデオ価格から大幅に格安の30分9,800円の「ミリオンセラー・シリーズ」を発売。30分の短縮版だが『最も危険な遊戯』『銀河鉄道999』などが発売された。ビデオソフトの出荷が急に増えたのは1981年で、原因は家電メーカーがテレビの次はVTRだと力を入れて宣伝した、電気屋さんが店頭に置くようになった等の理由とされる。またレンタルレコード業（貸しレコード）に端を発するレンタルビデオの普及については、日本映像ソフト協会は「アダルトビデオを扱っていた問屋を映画会社が利用してその販売ルートに乗せたから」と論じている。1980年代のVTR普及率急上昇で、ビデオ業界が空前の売り上げに沸いた。これを受け、岡田東映社長が「映画会社から総合的な映像供給会社への脱皮」を標榜。ポルノの強い東映芸能ビデオは1981年12月のひと月で一億5,000万円を記録した。日本ビデオ協会の調査によれば成人ビデオの占める割合は1981年前半で全体の31.6%。しかしビデオ協会に入っていないアウトサイダーのメーカーが成人ビデオには多いため、実際は60%ぐらい成人ビデオが占め、1981年上半期のビデオソフトの売り上げは22億4,000万円であったが、この数字とは別に10億円以上をアウトサイダーのメーカーの成人ビデオを売り上げたといわれる。ポルノビデオを扱う業者は当時はまだ50社程度であったが、愛染恭子の『本番生撮り・淫欲のうずき』を売り出した日本ビデオ映像は社員5人ながら、ビニ本店に置いた戦略が功を奏し、一本1万4,000円のビデオが7000本以上売れビルが建った。1981年の日本映画の製作本数は443本に対し、ポルノビデオは560本製作された。
1982年に15万円以上が中心価格帯だったVTRは、1985年に中心価格帯10万円～13万円台に下がり、VTRの普及率は1982年で世帯数の約15%で500万台。レーザーディスクのハード普及率が同時期5万台。1984年にVTRの世帯普及率は35%に上った。東映ビデオも積極経営に拍車がかかり、今田智憲東映ビデオ社長は「主力のビデオソフトが急成長期を迎えた」と判断し、ビデオ専門店のほかレコード店、カメラ店などにビデオソフトの取次店を拡大し、1982年売り上げ24億円、前年比約90%アップ。業界全体ではビデオソフト売り上げは200億円を突破といわれた。1982年11月、日本コロムビアとソフト部門で販売提携。日本コロムビアは映像作品が、東映芸能ビデオは音楽ソフトとお互いの弱い部分を補う提携。1983年に発売した由美かおる『永遠の妖精』は当時"動く写真集"と呼ばれ、イメージビデオブームの先鞭をつけた。1983年11月、それまでポニーと提携していた角川春樹事務所と販売提携し、『里見八犬伝』のビデオは映画の封切と同時に劇場で販売した。最終的に5万本、7億円を売り上げ、ビデオ販売の新記録を作った。こうした追い風を受け、各種販売店から取り扱い申し込みが殺到した。東映ビデオの1983年の年間売上は80億円で、売上高前年の三倍近くという急成長を遂げた。東映はビデオで強いポルノとヤクザ物を始め、戦隊ものやアニメーションなど幅広い人気コンテンツを持つためビデオ売り上げでも優位に立てた。1983年の売上内訳はビデオ（カセット）40億円、カラオケビデオ30億円が二本柱、その他であった。東映ビデオといえば後年の『東映Vシネマ』が有名であるが、今田はこの時点で「将来は自前でビデオ用の作品を制作したい」と話していた。
ビデオレンタルが市民生活に定着したのが1980年代半ば。急増するレンタルビデオ店は、魅力あるソフトの品揃えが売上げを左右するため、その在庫需要で1983年頃から1985年頃までは過去製作が蓄積された映画会社のビデオ部門が旧作をどんどん送り出し、楽な商売で大きな利益を生んだ。東映ビデオもようやくビデオソフトを中心に営業できるようになった。東宝は当時自社製作の活力が衰弱していたため、新作ビデオに関してはビデオ販売の二次使用権がないケースが多く、東映も角川やオフィス・アカデミーなど提携作が増えてきていたとはいえ、まだ自社製作が多かったためビデオ販売でも東宝に勝っていた。東宝は危機感を持ち、マーチャンダイジング展開として、この時期から始めたのが『タッチ』『きまぐれオレンジ☆ロード あの日にかえりたい』などの劇場用アニメ映画の製作だった。
1983年3月8日、東映芸能ビデオ、東映、東映動画の三社がCSKと業務提携し、黎明期のゲームソフト市場に参入。またCSKがCATVに関する研究を急いでいたため、近い将来に共同でCATVなどのニューメディア分野に本格進出を狙うのではと見られた。岡田茂、大川功両社長はそれぞれ異口同音に「映像とコンピューターを結び付けた新事業の検討を続けたい」と話した。
ビデオ販売競争に勝とうと1983年11月から1984年1月に販売したビデオの景品に海外旅行など「懸賞制限告示」の限度額を超える過大な景品額の提供があったと公正取引委員会より厳重警告を受けた。
ビデオ機器の普及率が著しい伸びを示し、ビデオソフト部門では後発の東宝と松竹が子会社を設けずに直轄で着々と利益を上げていたこと、ビデオ業界が激しい競争の時代に突入しつつあったことから、1984年5月1日付けで、東映本社にビデオ事業部を新設し、東映ビデオの企画、製作、販売のうち、販売を東映本社の直轄事業に移した。この機構改革により、以降のビデオ部門の売り上げ等は、東映ビデオ単独ではなく、東映ビデオと本社ビデオ事業部とを合わせた数字となる。1985年のビデオ事業部の売上高は約106億円に上ったが、他社との競争の激化で1986年の売上高は横ばいで、経常利益は微減になった。
1985年頃から映画を家庭のビデオで見る人口が大幅に増加し、レンタルビデオ店が全国約8000店と一気に増えた。ビデオレンタル業界には異業種からの参入が相次ぎ、レンタルビデオ店の経営者側から経営のノウハウを求める声が高まった。これを受け東映と東映ビデオ両社はメーカーとレンタルビデオ店の関係を密接に保ち、来るべきレンタル市場の激動期を勝ち抜くべく、1986年10月の東京・京王プラザホテルを皮切りに全国13都市で初の「レンタルショップコンベンション」を開催し、岡田茂東映社長や今田智憲東映ビデオ社長と貸しビデオショップの経営者と意見交換などの交流を深めた。レンタルビデオ店側は各会場50～200人で合計1500人が出席した。1986年の年間売上は150億円。「レンタルショップコンベンション」は翌1987年も5月から6月にかけて全国23都市で開催され、東映のソフト取り扱い拡大を働きかけた。以降1990年代にかけても毎年開催された。レンタル店は異業種からの参入が相次いだことから市場が拡大したため、東映も約2,000店のレンタル店と直接取引をしていたが、新たに「東映ビデオファミリー」を組織し、取引店を3,000店に増やしたと目論んだ。
1985年10月、東北新社と提携し、同社が権利を持つ『エクスタミネーター2』『殺人鬼』などの映画作品をビデオで販売した。1986年3月、三菱商事、東北新社、東映と共同で、初のオリジナルビデオアニメ『アモン・サーガ』を発売。オリジナルビデオアニメ第三弾の『湘南爆走族』からパッケージに「Vアニメ」と表記し、以降、ヒット作を次々と生んだ。
1987年、売上げで初めてポニーを抜く。東映ビデオの売上大幅増が効いて、東映の第64期決算（1986年9月1日～1987年8月31日）は映画会社で初めて総売上1,000億円を記録し、東映は映画会社で売上トップになった。
1988年9月、東宝と共にレンタルビデオ最低料金500円の維持契約に公正取引委員会から勧告を受ける。
東映・東映ビデオが主催する「'89東映カラオケクイーン」に山下直美と蒲池幸子（坂井泉水）が選ばれ、東映の販促キャンペーンとして地方のカラオケ店の巡業ほか、東映カラオケビデオにも出演した。坂井は1991年、ZARDでの歌手デビュー後も暫く東映カラオケクイーンを務めた。
レンタル方式の普及でソフト不足が予想されたことから1989年3月、『クライムハンター 怒りの銃弾』を皮切りに東映Vシネマとしてオリジナルビデオを量産し、大ヒットを記録、オリジナルビデオの代名詞になるほど大きな成功を収め、実質的なオリジナルビデオ（OV）生みの親になった。Vシネマの成功は東映ビデオが長年積み上げてきたビデオ市場での実績と先見性が結集した成果でもあった。
1989年6月、東映ビデオの社長が今田智憲から渡邊亮徳にバトンタッチされる。渡邊は東映本社ビデオ事業部長と兼任。

### 1990年代
通信カラオケの登場は1992年夏で、東映ビデオがパイオニア、JHC、日光堂の4社で共同開発した「BeMAX'S（ビーマックス）」は1995年2月発売と遅れをとった。後発になったため、当時の岡田茂会長と高岩淡社長から「売れゆき見通しは大丈夫なのか」と心配された。BeMAX'Sはソフト8千曲の制作をパイオニア以外の3社で行い、計22億円の投資で1社負担が7億円強だった。
1992年Vアメリカ第1作を発表。
1989年から東映ビデオの社長を務めていた渡邊亮徳が1995年の税務調査で度を超えた会社のカネの使い込みが発覚し、東京国税局が東映ビデオに税務調査に入る事態になったため、渡邊が責任を取り1996年4月、東映ビデオの社長他、東映の全ての役職を辞任した。東映ビデオの渡邊の後任社長は高岩淡東映社長が兼任。また1996年6月27日に行われた東映第37期定時株主総会終了後の取締役員会で、渡邊亮徳東映副社長の後任東映副社長に泊懋東映動画社長が昇格。泊がテレビ、ビデオ、映画、教育の各事業部門統括となり、映像部門を全て統括することになった。東映第73期（1995年4月～1996年3月）売上高898億7,300万円、前期比2.8%減。うちビデオ事業は売上高180億9,800万円、前期比14.4%減と、レンタル市場が業者間の過当競争と廉価傾向により売上が低迷。通信カラオケが主流商品として急成長する一方、通信カラオケの移行が他社と比べ後発であったことから減収を余儀なくされた。また従来のパッケージ型カラオケの低落が顕著になるなど厳しい様相となった。東映第76期（1998年4月～1998年9月）ビデオ事業は売上高64億7,875万円、前期比10.8%減。カラオケが60億円の不良債務を抱え込んで危機を迎える。

### 2000年代
2000年秋から大手映画会社で初めて、本格的にDVDのリリースをスタート。
日本経済が不況の中、2003年のソフト市場はバブル期の1991年を抜く3,400億円前後の売上げを記録。ハードの普及やソフトの低価格化でVHSからDVDへのメディアシフトが急速に進んだ。東映ビデオが2003年末に発売した『バトル・ロワイアルII 鎮魂歌』がセルDVD、レンタルを含め、各種DVDが初回出荷が18万本を売り上げた。

## 沿革
- 1965年10月16日 - 東映芸能株式会社（旧）設立。
- 1970年6月10日 - 東映ビデオ株式会社（旧）設立。
- 1972年11月7日 - 東盛商事株式会社設立。
- 1977年
  - 2月 - 旧東映芸能株式会社と東盛商事株式会社が合併し、東映芸能株式会社に社名変更。
  - 8月 - 旧東映ビデオ株式会社が東映芸能株式会社と合併、東映芸能ビデオ株式会社に社名変更。
- 1983年5月 - 東映ビデオ株式会社に社名変更。
- 2010年10月 - 東映ビデオ設立40周年。
- 2020年10月 - 東映ビデオ設立50周年。
- 2024年4月1日 - 東映を分割会社とした上で同社のパッケージ事業を吸収分割（簡易吸収分割）により当社に承継。これに合わせて同年1月22日付で当社と東映による吸収分割契約を締結[195]。

## 製作作品

### 主要映画
- 1970年代
  - 最も危険な遊戯
  - ザ・ダーク（英語版） ※ビデオ版
- 1980年代
  - 死霊のえじき（発売元は株式会社東北新社・東映クラシックフィルム株式会社（現：東映ビデオ株式会社）、販売元は東映株式会社）※ビデオ版・Betamax版・LD版[注釈 10]
  - マドンナ in 生贄（A Certain Sacrifice）※ビデオ版[注釈 11]
  - 黒い神と白い悪魔[197]
  - アントニオ・ダス・モルテス[197]
  - ピンク・フラミンゴ[197]
  - ちょうちん（発売元は株式会社東北新社、販売元は東映株式会社、製作は株式会社ヴァンフィル・株式会社廣済堂プロダクション（現・株式会社 長良プロダクション）・東亜興行株式会社）※ビデオ版
  - カンフーキッド/好小子 ※ビデオ版
    - カンフーキッド 続集（発売元は株式会社東北新社、販売元は東映株式会社）※ビデオ版
    - カンフーキッド2 悪ガキ6人衆（発売元は株式会社東北新社、販売元は東映株式会社）※ビデオ版
    - カンフーキッド3 飛びだせ!悪ガキ三兄弟（発売元は株式会社東北新社、販売元は東映株式会社）※ビデオ版
    - カンフーキッド4 SF大冒険!悪ガキ3人衆（発売元は株式会社東北新社、販売元は東映株式会社）※ビデオ版
    - カンフーキッド 続集（発売元は株式会社東北新社、販売元は東映株式会社）※ビデオ版

  - アラカルト・カンパニー（発売元は株式会社東北新社、販売元は東映株式会社、製作は幻燈社）※ビデオ版
  - 愛はクロスオーバー（発売元は株式会社東北新社、販売元は東映株式会社、製作は幻燈社／ファンハウス／オー・エンタープライズ）※ビデオ版
  - フライング 飛翔（発売元は株式会社東北新社、販売元は東映株式会社、製作は株式会社SLプロジェクト）※ビデオ版
  - 黒い雨（発売元は株式会社東北新社、販売元は東映株式会社、製作は今村プロダクション・林原グループ）※ビデオ版
- 1990年代
  - カンザス/カンザス経由→N.Y.行き（発売元は株式会社東北新社、販売元は東映株式会社）※ビデオ版、LD版
  - BEST GUY（発売は株式会社東北新社、販売は東映株式会社）※ビデオ版
  - 獅子王たちの夏（発売は株式会社東北新社、販売は東映株式会社）※ビデオ版
  - クレープ（製作は西友／東映／東北新社、発売元は株式会社東北新社、販売元は東映ビデオ株式会社）※ビデオ版
  - 乳房（製作は西友／東映／東北新社、発売元は株式会社東北新社、販売元は東映ビデオ株式会社）※ビデオ版
  - クライムハンタ－2 裏切りの銃弾（発売は東映株式会社、製作は株式会社東北新社・東映ビデオ株式会社）※ビデオ版
  - サボタージュ（販売は東映株式会社・東映ビデオ株式会社、発売元は株式会社東北新社）※ビデオ版
  - アルビノ・アリゲーター（販売は東映株式会社・東映ビデオ株式会社、発売元は株式会社東北新社）※ビデオ版
  - ボディ・カウント（販売は東映株式会社・東映ビデオ株式会社、発売元は株式会社東北新社）※ビデオ版
  - タイタニック 深海に沈む真実（英語版）（発売元はブエナ ビスタ ホーム エンターテイメント（現・ウォルト・ディズニー・ジャパン）、販売元は東映株式会社・東映ビデオ株式会社[注釈 14]）※ビデオ版
  - 鉄道員
- 2000年代
  - 極道の妻たちシリーズ
  - ZOO
  - メールで届いた物語
  - 仮面ライダー THE FIRST
  - 男たちの大和
  - 憑神
  - 北の零年
  - ただ、君を愛してる
  - 俺は、君のためにこそ死ににいく
  - バルトの楽園
  - 大奥
  - 仮面ライダー THE NEXT
- 2010年代
  - 百円の恋
  - チワワちゃん
- 2020年代
  - 嘘八百シリーズ
  - 海辺の金魚
  - 星屑の町
  - 黄龍の村
  - ツユクサ
  - ハザードランプ
  - スーパー戦闘 純烈ジャー
  - 愛なのに
  - 猫は逃げた
  - ツーアウトフルベース
  - 破戒
  - コンビニエンス・ストーリー
  - 新米記者トロッ子 私がやらねば誰がやる!

### テレビドラマ
- 1979年
  - 探偵物語 ※現在、版権は制作子会社であるセントラル・アーツが管理。
- 1997年
  - 幻想ミッドナイト
- 2005年
  - Sh15uya
- 2018年
  - モブサイコ100
- 2019年
  - ミリオンジョー
- 2021年
  - ただ離婚してないだけ
- 2025年
  - Love Sea ～愛の居場所～

### アニメ

#### 1990年前半
- Dr.スランプ アラレちゃん（劇場版）
- 蒼き伝説シュート!
- 美少女戦士セーラームーンシリーズ
- 幽☆遊☆白書（劇場版一作目）
- きんぎょ注意報!
- ママレード・ボーイ
- GS美神
- ご近所物語
- 花より男子
- ドラゴンボールZ（劇場版のみ）
- SLAM DUNK（劇場版のみ）

#### 1990年後半
- あずきちゃん（劇場版）
- 金田一少年の事件簿
- 地獄先生ぬ〜べ〜
- ゲゲゲの鬼太郎第4作
- 遊☆戯☆王
- まもって守護月天!
- キューティーハニーF
- アニメ週刊DX!みいファぷー各作品
  - こっちむいてみい子
  - ふしぎ魔法ファンファンファーマシィー
  - ヘリタコぷーちゃん
- 神風怪盗ジャンヌ
- デジモンアドベンチャー
- エンジェル伝説
- おジャ魔女どれみシリーズ（第1シリーズ、映画版）（も〜っとは販売のみ）
- ビーストウォーズスペシャル 超生命体トランスフォーマー（レンタル版VHSのみ、セル版VHS・DVDはパイオニアLDC（現・NBCユニバーサル・エンターテイメントジャパン）から発売）
  - CG版ビーストウォーズ 激突!ビースト戦士
  - ビーストウォーズII 超生命体トランスフォーマー ライオコンボイ危機一髪!
  - CG版ビーストウォーズメタルス

#### 2000年代
- 最終兵器彼女（一部のみ東北新社から発売）
- 愛してるぜベイベ★★
- 劇場版あたしンち（レンタルのみ。セル版はテレビ朝日、シンエイ動画、メディアファクトリーから発売）
- ゲゲゲの鬼太郎（劇場版シリーズDVD-BOX。フジテレビジョン、東映アニメーションから発売）
- 祝!(ハピ☆ラキ)ビックリマン
- ガイキング LEGEND OF DAIKU-MARYU
- 銀河鉄道999（テレビアニメシリーズDVD）
- カレイドスター（ビデオ版のみ）
- 涼風（レンタルのみ。セル版はマーベラスエンターテイメント（現・マーベラス）から発売）
- DRAGONBOX THEMOVIES（ドラゴンボール・ドラゴンボールZ劇場版シリーズDVD-BOX。完全予約限定生産。フジテレビジョン、集英社、東映アニメーションから発売）
- HUNTER×HUNTER（テレビアニメ版VHSのみ。DVDはマーベラスエンターテイメント（現・マーベラス）から発売。マーベラスエンターテイメントと共同で発売）
- 頭文字D（テレビアニメ、「頭文字D Third Stage」）（レンタルのみ。battle stageまでエイベックス、fouth stage以降オービー企画（extra stage2まで）、トゥーマックス（fouth stage前半まで）、ウェッジリンク（fouth stage後半以降）と共同で発売。一部シリーズレンタルDVD版・全シリーズセル版はエイベックスから販売）
- SLAMDUNK（テレビアニメ、劇場版シリーズ単巻DVD・DVD-BOX）
- BUZZER BEATER
- ボボボーボ・ボーボボ（レンタルのみ。セル版はエイベックスから発売）
- ONE PIECE（劇場版のみ（STRONG WORLD以降のセル版を除く）。TVシリーズはエイベックスから、STRONG WORLD以降のセル版はポニーキャニオンから発売）
- BECK（レンタルのみ。セル版はマーベラスエンターテイメント（現・マーベラス）から発売）
- おジャ魔女どれみ ナ・イ・ショ（レンタル（販売）のみ。セル、レンタル共に3社協同発売、セル版はジェネオン・ユニバーサル・エンターテイメントジャパン（現・NBCユニバーサル・エンターテイメントジャパン）より販売）
- プリキュアシリーズ（劇場版レンタルのみ。TVシリーズ（セル、レンタル共）・劇場版セル版はマーベラス（旧・マーベラスエンターテイメント、マーベラスAQL）から発売、『ハートキャッチプリキュア!』まで（TV・劇場版共に）および『映画 ハピネスチャージプリキュア! 人形の国のバレリーナ』から『映画 ヒーリングっど♥プリキュア ゆめのまちでキュン!っとGoGo!大変身!!』までの劇場版・『Go!プリンセスプリキュア』から『ヒーリングっど♥プリキュア』までのTVシリーズはポニーキャニオンが、『スイートプリキュア♪』から『ハピネスチャージプリキュア!』までのTVシリーズおよび『映画 プリキュアオールスターズDX3 未来にとどけ! 世界をつなぐ☆虹色の花』から『映画 プリキュアオールスターズNewStage3 永遠のともだち』までの劇場版はTCエンタテインメントが、『トロピカル〜ジュ!プリキュア』以降（TV・劇場版共に）はハピネット・メディアマーケティングが、それぞれ販売を担当）
- 花より男子（テレビアニメシリーズDVD）
- 鉄子の旅（CS放送でのみ放送のテレビアニメ。小学館から発売）
- 北斗の拳（テレビシリーズDVD）
- キン肉マン（テレビアニメシリーズDVD）
- キン肉マンII世
- デジタルモンスターシリーズ（テレビ・劇場版シリーズ単巻DVD。後にハピネットからDVD-BOXが発売される）
  - デジモンアドベンチャー
  - デジモンアドベンチャー02
  - デジモンテイマーズ
  - デジモンフロンティア
- 湾岸ミッドナイト（レンタルのみ、オービー企画から発売、セル版はユニバーサル・ピクチャーズ・ジャパン（現・NBCユニバーサル・エンターテイメントジャパン）、ジェネオン エンタテインメント（現・NBCユニバーサル・エンターテイメントジャパン）より販売）

#### 2010年代
- 聖闘士星矢Ω（レンタルのみ。セル版はバンダイビジュアル（現・バンダイナムコフィルムワークス）より販売）
- ディバインゲート（マーベラスから発売）
- 甘々と稲妻
- 南鎌倉高校女子自転車部
- つぐもも
- ナナマル サンバツ
- Dimensionハイスクール

#### 2020年代
- ぼくのとなりに暗黒破壊神がいます。
- アルテ
- 恋は世界征服のあとで
- 神達に拾われた男
- 幼女社長
- ひげを剃る。そして女子高生を拾う。
- 金装のヴェルメイユ
- 七つの魔剣が支配する
- ミギとダリ
- 僕らの雨いろプロトコル
- 結婚指輪物語
- モブから始まる探索英雄譚
- 日本へようこそエルフさん。

### CINEMA LAND
- アーノルド・シュワルツェネッガーのSF超人ヘラクレス（発売元は株式会社東北新社、販売元は東映株式会社）※ビデオ版
- アーノルド・シュワルツェネッガーのキング・オブ・アマゾネス（発売元は株式会社東北新社、販売元は東映株式会社）※ビデオ版
- アイ・ラブ・スヌーピー（全10巻 発売元は株式会社東北新社、販売元は東映株式会社）※ビデオ版
- アウトロー無宿/ライフルヒート（英語版）（発売元は株式会社東北新社、販売元は東映株式会社）※ビデオ版
- 悪魔の祭壇・血塗られた処女（発売元は株式会社東北新社、販売元は東映株式会社）※ビデオ版
- 悪魔の寄生虫・パラサイト（英語版）（発売元は株式会社東北新社、販売元は東映株式会社）※ビデオ版
- 悪魔のサンタクロース 惨殺の斧（発売元は株式会社東北新社、販売元は東映株式会社）※ビデオ版
  - 悪魔のサンタクロース2（英語版）（発売元は株式会社東北新社、販売元は東映株式会社）※ビデオ版
- 悪霊の巣窟・狂死曲13番（英語版）（発売元は株式会社東北新社、販売元は東映株式会社）※ビデオ版
- アタック・オブ・ザ・キラートマト（発売元は株式会社東北新社、販売元は東映株式会社）※ビデオ版
- アナスタシア/光・ゆらめいて（発売元は株式会社東北新社、販売元は東映株式会社）※ビデオ版
- THE・アニメーション サンダーバード 2086（発売元は株式会社東北新社、販売元は東映株式会社）※ビデオ版
  - サンダーバード 2086-2 宇宙大作戦（発売元は株式会社東北新社、販売元は東映株式会社）※ビデオ版
- アマゾネス刑事/死の標的（発売元は株式会社東北新社、販売元は東映株式会社）※ビデオ版
- アムステルダム/怒りの追撃（英語版）（発売元は株式会社東北新社、販売元は東映株式会社）※ビデオ版
- アルカトラズ刑務所・暴動大脱獄（発売元は株式会社東北新社、販売元は東映株式会社）※ビデオ版
- 怒りの湖底怪獣/ネッシーの大逆襲（発売元は株式会社東北新社、販売元は東映株式会社）※ビデオ版
- 怒りの特殊コマンドー/非情の流血都市（発売元は株式会社東北新社、販売元は東映株式会社）※ビデオ版
- 1969（発売元は株式会社東北新社、販売元は東映株式会社）※ビデオ版
- インターゾーン/狙われた秘宝（英語版）（発売元は株式会社東北新社、販売元は東映株式会社）※ビデオ版
- SF・SEX/異星人のえじき（発売元は株式会社東北新社、販売元は東映株式会社）※ビデオ版
- エクスタミネーター2（発売元は株式会社東北新社、販売元は東映株式会社）※ビデオ版
- 怪獣大パニック/テンタクルズ（発売元は株式会社東北新社、販売元は東映株式会社）※ビデオ版
- 快楽の殺人メニュー/ブロンド・マニア（発売元は株式会社東北新社、販売元は東映株式会社）※ビデオ版
- 学園パニック/ゾンビの逆襲（英語版）（発売元は株式会社東北新社、販売元は東映株式会社）※ビデオ版
- 危険な恋人（英語版）（発売元は株式会社東北新社、販売元は東映株式会社）※ビデオ版
- 狂鬼!呪いのモーテル（英語版）（発売元は株式会社東北新社、販売元は東映株式会社）※ビデオ版
- キラー・ドラゴン/流星拳（発売元は株式会社東北新社、販売元は東映株式会社）※ビデオ版
- 近未来戦士テキサス2020年（英語版）（発売元は株式会社東北新社、販売元は東映株式会社）※ビデオ版
- 荒野の1ドル銀貨（発売元は株式会社東北新社、販売元は東映株式会社）※ビデオ版
- 毒蜘蛛タランチュラ 死霊の群れ（英語版）（発売元は株式会社東北新社、販売元は東映株式会社）※ビデオ版
- クレイジー・キラー 悪魔の焼却炉（英語版）（発売元は株式会社東北新社、販売元は東映株式会社）※ビデオ版
- クローネンバーグのデッド・ゾーン（発売元は株式会社東北新社、販売元は東映株式会社）※ビデオ版
- 軽薄短小セクシー・キャンパス/SOS!フリーライド（英語版）（発売元は株式会社東北新社、販売元は東映株式会社）※ビデオ版
- 激突!空中アトミック戦略/ヒーロー・ボンバー（英語版）（発売元は株式会社東北新社、販売元は東映株式会社）※ビデオ版
- GO!GO!チアガール/突撃お色気大作戦（発売元は株式会社東北新社、販売元は東映株式会社）※ビデオ版
- 極道USA（英語版）（発売元は株式会社東北新社、販売元は東映株式会社）※ビデオ版
- ゴールド・ハンター（英語版）（発売元は株式会社東北新社、販売元は東映株式会社）※ビデオ版
- コング/怒りの処刑（発売元は株式会社東北新社、販売元は東映株式会社）※ビデオ版
- コンドル（発売元は株式会社東北新社、販売元は東映株式会社）※ビデオ版
- 殺人サイボーグ リタリエーター（発売元は株式会社東北新社、販売元は東映株式会社）※ビデオ版
- 殺人豚（英語版）（発売元は株式会社東北新社、販売元は東映株式会社）※ビデオ版
- 殺人兵器サンダーアーム/鋼鉄の報酬（英語版）（発売元は株式会社東北新社、販売元は東映株式会社）※ビデオ版
- 殺人特攻戦車タイガー・シャーク（英語版）（発売元は株式会社東北新社、販売元は東映株式会社）※ビデオ版
- サンダーボルト救出作戦（発売元は株式会社東北新社、販売元は東映株式会社）※ビデオ版
- シークレット・ウエポン（発売元は株式会社東北新社、販売元は東映株式会社）※ビデオ版
- シシリアン・マフィア（発売元は株式会社東北新社、販売元は東映株式会社）※ビデオ版
- 実録・香港マフィア戦争 四大天王（発売元は株式会社東北新社、販売元は東映株式会社）※ビデオ版
- 実録マフィア戦争/暗黒の首領（英語版）（発売元は株式会社東北新社、販売元は東映株式会社）※ビデオ版
- ジョーイ（発売元は株式会社東北新社、販売元は東映株式会社）※ビデオ版、LD版
- ショー・コスギ'88/復讐遊戯（英語版）（発売元は株式会社東北新社、販売元は東映株式会社）※ビデオ版
- 娼婦殺人事件/鮮血の白い肌（英語版）（発売元は株式会社東北新社、販売元は東映株式会社）※ビデオ版
- 死霊の世界ウィッチ・ボード（英語版）（発売元は株式会社東北新社、販売元は東映株式会社）※ビデオ版
- 新・ハロウィン（英語版）（発売元は株式会社東北新社、販売元は東映株式会社）※ビデオ版
- スーパークロス/勝利のデッド・ヒート（英語版）（発売元は株式会社東北新社、販売元は東映株式会社）※ビデオ版
- 筋金を入れろ（英語版）（発売元は株式会社東北新社、販売元は東映株式会社、協力はCABLE HOGUE CO., LTD.）※ビデオ版
- スティーブ・マックィーンの人喰いアメーバの恐怖（発売元は株式会社東北新社、販売元は東映株式会社）※ビデオ版
  - 悪魔のエイリアン（発売元は株式会社東北新社、販売元は東映株式会社）※ビデオ版
- スティーヴン・キングの死霊の牙（発売元は株式会社東北新社、販売元は東映株式会社）※ビデオ版
- スプラッターハウス/笑激の館（英語版）（発売元は株式会社東北新社、販売元は東映株式会社）※ビデオ版
- 壮絶!人質奪還/戦闘プロフェッショナル（英語版）（発売元は株式会社東北新社、販売元は東映株式会社）※ビデオ版
- ゾンビ・チャンネル（英語版）（発売元は株式会社東北新社、販売元は東映株式会社）※ビデオ版
- ダークライド/連続ヒッチハイカー殺人事件（発売元は株式会社東北新社、販売元は東映株式会社）※ビデオ版
- チャック・ノリスの 地獄のヒーロー2（発売元は株式会社東北新社、販売元は東映株式会社）※ビデオ版、LD版
- 手首切断!悪魔のゾンビノイド（英語版）（発売元は株式会社東北新社、販売元は東映株式会社）※ビデオ版
- ザ・スティック/悪夢の戦場（発売元は株式会社東北新社、販売元は東映株式会社）※ビデオ版
- 殺人鬼（発売元は株式会社東北新社、販売元は東映株式会社）※ビデオ版
- 殺人兵器サンダーアーム/鋼鉄の報酬（英語版）（発売元は株式会社東北新社、販売元は東映株式会社）※ビデオ版
- 残酷スプラッターシャワー/血ぬられた頭蓋骨（発売元は株式会社東北新社、販売元は東映株式会社）※ビデオ版
- 地獄の殺戮都市（英語版）（発売元は株式会社東北新社、販売元は東映株式会社）※ビデオ版
- 地獄の大墜落/エア・インフェルノ（発売元は株式会社東北新社、販売元は東映株式会社）※ビデオ版
- 地獄の武装都市/復讐のターミネーター（英語版）（発売元は株式会社東北新社、販売元は東映株式会社）※ビデオ版
- 少林寺・激怒の大地（発売元は株式会社東北新社、販売元は東映株式会社）※ビデオ版
- 死肉のはらわた（発売元は株式会社東北新社、販売元は東映株式会社）※ビデオ版
- 女帝軍団アマゾネス・ウォリアーズ（発売元は株式会社東北新社、販売元は東映株式会社）※ビデオ版
- スローター・ハウス/13日の仏滅三隣亡（英語版）（発売元は株式会社東北新社、販売元は東映株式会社）※ビデオ版
- ゾンビ・怨霊の墓場（英語版）（発売元は株式会社東北新社、販売元は東映株式会社）※ビデオ版
- 第三帝国の陰謀を砕け! ヘル・コマンドー7（イタリア語版）（発売元は株式会社東北新社、販売元は東映株式会社）※ビデオ版
- 血の週末・暴獣のいけにえ（英語版）（発売元は株式会社東北新社、販売元は東映株式会社）※ビデオ版
- 血まみれ女子高生・処女のしたたり（発売元は株式会社東北新社、販売元は東映株式会社）※ビデオ版
- チョウ・ユンファの悪霊退治/デビル・バスターズ（発売元は株式会社東北新社、販売元は東映株式会社）※ビデオ版
- W/ダブル（発売元は株式会社東北新社、販売元は東映株式会社）※ビデオ版
- デッドウォーター（英語版）（発売元は株式会社東北新社、販売元は東映株式会社）※ビデオ版
- デッド・ホスピタル/血の実験室（英語版）（発売元は株式会社東北新社、販売元は東映株式会社）※ビデオ版
- 電撃!秘宝強奪指令/地獄のシンジケート（英語版）（発売元は株式会社東北新社、販売元は東映株式会社）※ビデオ版
  - 超人ヘラクレス2（英語版）（発売元は株式会社東北新社、販売元は東映株式会社）※ビデオ版
- Dr.ヘキルとMr.ハイプ（英語版）（発売元は株式会社東北新社、販売元は東映株式会社）※ビデオ版
- トップモデルはミスポリス（英語版）（発売元は株式会社東北新社、販売元は東映株式会社）※ビデオ版
- ドライビング・アカデミー（英語版）（発売元は株式会社東北新社、販売元は東映株式会社）※ビデオ版
- ドラゴン特攻隊（発売元は株式会社東北新社、販売元は東映株式会社）※ビデオ版
- ザ・ドリーミング（英語版）（発売元は株式会社東北新社、販売元は東映株式会社）※ビデオ版
- ドリームスケープ（英語版）（発売元は株式会社東北新社、販売元は東映株式会社）※ビデオ版
- ナナ（英語版）（発売元は株式会社東北新社、販売元は東映株式会社）※ビデオ版
- N.Y.犯罪地図/アンタッチャブル・コップス（発売元は株式会社東北新社、販売元は東映株式会社）※ビデオ版
- NINJA U.S.A.（発売元は株式会社東北新社、販売元は東映株式会社）※ビデオ版
- 狙われた夜/血に染まる大晦日のロックパーティ（英語版）（発売元は株式会社東北新社、販売元は東映株式会社）※ビデオ版
- ザ・ハース/生贄の町（英語版）（発売元は株式会社東北新社、販売元は東映株式会社）※ビデオ版
- パープル・ヘイズ/紫のけむり（英語版）（発売元は株式会社東北新社、販売元は東映株式会社）※ビデオ版
- ハーレクィン（英語版）（発売元は株式会社東北新社、販売元は東映株式会社）※ビデオ版
- 白熱マフィア戦争/皆殺しの抗争（英語版）（発売元は株式会社東北新社、販売元は東映株式会社）※ビデオ版
- 爆発!海底大油田/ファイヤー・インフェルノ（発売元は株式会社東北新社、販売元は東映株式会社）※ビデオ版
- パパとママ!!ぼくの小さなプレゼント（発売元は株式会社東北新社、販売元は東映株式会社）※ビデオ版
- ハリケーン/ヒルダ（発売元は株式会社東北新社、販売元は東映株式会社）※ビデオ版
- ザ・パワー/肉体を喰いつくす古代の呪い（英語版）（発売元は株式会社東北新社、販売元は東映株式会社）※ビデオ版
- 引き裂かれた遺言状/アカプルコ殺人事件（発売元は株式会社東北新社、販売元は東映株式会社）※ビデオ版
- ビキニ・パラダイス/ホット・リゾート（発売元は株式会社東北新社、販売元は東映株式会社）※ビデオ版
- 美女集団監禁(卍)ゲシュタポSM収容所（イタリア語版）（発売元は株式会社東北新社、販売元は東映株式会社）※ビデオ版
- 美女バンパイア/華麗なる誘惑（発売元は株式会社東北新社、販売元は東映株式会社）※ビデオ版
- 美人コーチのお色気大逆転（英語版）（発売元は株式会社東北新社、販売元は東映株式会社）※ビデオ版
- 人喰い魔神・裸女狩り（英語版）（発売元は株式会社東北新社、販売元は東映株式会社）※ビデオ版
- 秘録ブルース・リー物語（英語版）（発売元は株式会社東北新社、販売元は東映株式会社）※ビデオ版
- ファラ・フォーセット/サンバーン（英語版）（発売元は株式会社東北新社、販売元は東映株式会社）※ビデオ版
  - ファラ・フォーセット/レイプ・殺意のエンジェル（英語版）（発売元は株式会社東北新社、販売元は東映株式会社）※ビデオ版
- ブラインド・カンフー/白昼の暗殺軍団（英語版）（発売元は株式会社東北新社、販売元は東映株式会社）※ビデオ版
- ブラック・コマンド（発売元は株式会社東北新社、販売元は東映株式会社）※ビデオ版
- フラッシュ!（英語版）（発売元は株式会社東北新社、販売元は東映株式会社）※ビデオ版
- ヘルナイト（発売元は株式会社東北新社、販売元は東映株式会社）※ビデオ版
- ヘル・レイザー（発売元は株式会社東北新社、販売元は東映株式会社）※ビデオ版、LD版
- 暴獣のいけにえ（英語版）（発売元は株式会社東北新社、販売元は東映株式会社）※ビデオ版
- ボディ・ロック（英語版）（発売元は株式会社東北新社、販売元は東映株式会社）※ビデオ版
- ホラーメイカー アンディ・ミリガン/激惨!血に飢えた館（発売元は株式会社東北新社、販売元は東映株式会社）※ビデオ版
- 香港歓楽愛歌・美しき生贄たち（発売元は株式会社東北新社、販売元は東映株式会社）※ビデオ版
- 魔女は16才（発売元は株式会社東北新社、販売元は東映株式会社）※ビデオ版
- (秘)ナチ強制収容所/白い生贄（発売元は株式会社東北新社、販売元は東映株式会社）※ビデオ版
- Mr.バンピラ/眠れる棺の美女（英語版）（発売元は株式会社東北新社、販売元は東映株式会社）※ビデオ版
- 未来女戦士 炎のアマゾネス（英語版）（発売元は株式会社東北新社、販売元は東映株式会社）※ビデオ版
- 未来世紀ブラジル（発売元は株式会社東北新社、販売元は東映株式会社）※ビデオ版
- モロン（発売元は株式会社東北新社、販売元は東映株式会社）※ビデオ版
- 野獣女戦士アマゾネスクイーン（発売元は株式会社東北新社、販売元は東映株式会社）※ビデオ版、ベータマックス版
- 野獣は放たれた（フランス語版）（発売元は株式会社東北新社、販売元は東映株式会社）※ビデオ版
- 屋根裏部屋の花たち（発売元は株式会社東北新社、販売元は東映株式会社）※ビデオ版
- 妖艶霊鬼（英語版）（発売元は株式会社東北新社、販売元は東映株式会社）※ビデオ版
  - 妖艶霊鬼2（英語版）（発売元は株式会社東北新社、販売元は東映株式会社）※ビデオ版
- ラスト・レイプ（発売元は株式会社東北新社、販売元は東映株式会社）※ビデオ版
- リップスティック（発売元は株式会社東北新社、販売元は東映株式会社）※ビデオ版
- 冷血バイオレンスマスク/銃弾のえじき（英語版）（発売元は株式会社東北新社、販売元は東映株式会社）※ビデオ版
- レイプ・魔の標的（英語版）（発売元は株式会社東北新社、販売元は東映株式会社）※ビデオ版
- レッド・ブラッド・ガール（発売元は株式会社東北新社、販売元は東映株式会社）※ビデオ版
- レボリューション/めぐり逢い（英語版）（発売元は株式会社東北新社、販売元は東映株式会社）※ビデオ版、LD版
- ロードハウス66（英語版）（発売元は株式会社東北新社、販売元は東映株式会社）※ビデオ版
- ローマの女（英語版）（発売元は株式会社東北新社、販売元は東映株式会社）※ビデオ版
- ロバート・ミッチャム/男たちの勲章（発売元は株式会社東北新社、販売元は東映株式会社）※ビデオ版
- ワシントン爆破大作戦（発売元は株式会社東北新社、販売元は東映株式会社）※ビデオ版

### オリジナルビデオアニメ
- アモン・サーガ（発売元は三菱商事株式会社・株式会社東北新社・東映ビデオ株式会社、販売元は東映株式会社）※ビデオ版、LD版
- 愛しのベティ 魔物語（製作・発売元は株式会社東北新社・東映ビデオ株式会社、販売元は東映株式会社）※ビデオ版
- 勝利投手（発売は東映株式会社、製作は東映動画株式会社（現・東映アニメーション株式会社）・株式会社東北新社・東映ビデオ株式会社）※ビデオ版
- 新歌舞伎町ストーリー 花のあすか組!（製作・発売元は株式会社角川書店（現・株式会社KADOKAWA）・株式会社東北新社・東映ビデオ株式会社、販売元は東映株式会社）※ビデオ版

### レーザーディスクゲーム
- 忍者ハヤテ（1984年、アニメパート）
- タイムギャル（1985年、アニメパート）

### 東映VANIME・シリーズ
- 悪魔の花嫁 蘭の組曲（OVA版）
- 1+2=パラダイス（OVA版）
- ヴァンパイヤー戦争（OVA版）
- エンジェル伝説（OVA版）
- 代紋TAKE2（OVA版）
- 学校の幽霊シリーズ（製作は株式会社東北新社・東映ビデオ株式会社、販売元は東映株式会社、発売元は東映ビデオ株式会社）
- 教科書にないッ!（OVA版）
- Crying フリーマン（アニメ版）
- グラップラー刃牙（OVA版）
- クレオパトラD.C.（OVA版）
- ゴクウ（ビデオアニメ版）
- サイコダイバー 魔性菩薩（OVA版）
- 地獄堂霊界通信（OVA版）
- 支配者の黄昏 TWILIGHT OF THE DARK MASTER
- 修羅がゆく（オリジナルアニメ版）
- 修羅之介斬魔劍 死鎌紋の男
- 深海の艦隊 サブマリン707
- OVA「新・キューティーハニー」
- 新・湘南爆走族 荒くれナイト（OVA版）
- 帝都物語（OVA版）※ビデオ版、LD版
- 砂の薔薇 雪の黙示録（OVA版）
- ナマケモノが見てた
- バイオ・ハンター（OVA版）
- ビー・バップ・ハイスクール
- BE-BOP HIGHSCHOOL 海賊版（OVA版）
- 真奈美&ナミ スプライト
- やる気まんまん
- ヤンキー烈風隊（OVA版）
- 横浜ばっくれ隊（OVA版）
- 世にも恐ろしいグリム童話
- 世にも恐ろしい日本昔話

### TOEI Vキッズ・シリーズ
- ぼくは王さま
- ねずみくんのチョッキ

### テレビ番組
- 小島×狩野×エスパー3P（TOKYO MX）
- 大久保×鳥居×ブリトニー3P（TOKYO MX）

### 映画
- ガクドリ

### カラオケ
- 東映ビデオカラオケ 音多MAN
- 東映レーザーカラオケ 音多MAN

### スーパースターシリーズ
- ジャパン / ラスト・ライヴ -オイル・オン・キャンバス-（1983年）※ビデオ版
- ザット・ウォズ・ロック ザ・タミー・タント・ショウ'64・'65 ※ビデオ版
- ディズン・バード・アンドホーク ※ビデオ版
- ビーチ・ボーイズ ア・セレブレーション・コンサート ※ビデオ・ベータ版
- よみがえるビートルズ マジカル・ミステリー・ツアー ※ビデオ版

### 特撮
- スーパー戦隊シリーズ
  - スーパー戦隊Vシネマ
- 仮面ライダーシリーズ
- メタルヒーローシリーズ
- スパイダーマン（東映版）
- ウイングマン

#### オリジナル
- TVヒーロー主題歌全集
- 東映怪人怪獣大百科シリーズ
- 総集編シリーズ
- グラフィティシリーズ（予告編集）
- 東映100大ヒーロー スーパーファイト
- 東映スーパーギャルズメイト
- 東映怪人大図鑑
- 東映特撮大図鑑
- スーパーヒロイン図鑑
- ヒーロークラブシリーズ
- メモリアルシリーズ

## 東映グループ外の作品
- ウルトラQ（1982年VHS発売）
- 愛・旅立ち（1985年VHS発売）
- ウルトラセブン（1986年VHS発売）
- ゲゲゲの女房（2010年DVD発売）
- ミラーマン（2011年DVD発売）
- ジャンボーグA（2012年DVD発売）
- ファイヤーマン（2012年DVD発売）

## 歴代オープニングロゴ
- ブルーバックまたは無地に東映ロゴと改行で「東映ビデオ株式会社」と表示。※1975-1982。
- ブルーバックまたは無地に「TOEI Video」と表示（初期は「TOEI」のみ"O"の部分が星、"E"は階段になっており、ロゴ自体が緑や赤のバージョンもあったが、1985年9月にマイナーチェンジされた）。※1982-1989.9.。
- ピラミッド型のものが光によってスペクトルを発し、三角形になったところに東映のロゴが合わさるように現れる。OVA作品の場合は、東映のロゴの下に金の光線が走り「V-CINEMA」や「Vアニメ」が現れる。※1989.10.-1990.9.。
- クリスタルマウンテンの中をくくり抜けながら光っている方向へ向かっていき、発光と同時にクリスタルが砕けながら吹っ飛んでいきそこから東映のロゴが現れる。OVA作品の場合は、東映のロゴの下に「V-CINEMA」や「V-ANIME」などが合わさる。※1990.10.1-2004.4.20。
- 光ディスクが超高速で回転し、火花を散らしながら爆発し変化した三角形のディスクが東映のロゴになる（ロゴの下に改行で「TOEI VIDEO」と表示。4:3または16:9）。※2004.4.21-2009.3.25。
- 青いレーザービームによって東映のロゴが描かれる。※2009.4.15-現在。
- 筆線で無数の三角形が描かれ、重なり合うと同時に筆で描かれたような大波がかかり東映のロゴになる（ロゴの下に「TOEI VIDEO COMPANY, LTD.」と表示）※2013-現在。

このスタイルは、おことわり→視聴上のご注意→映像倫ロゴ（OVA作品やPG12などのレイディング作品）→タイトル（映画作品は省略）→新作案内→ディスクの取扱い映像（アニメ・特撮作品のみ）→オープニングロゴ→本編→ホームページ案内の順番である。
なお、VHSでは年代やレーベルそれぞれで異なっており、初期の映像では東映ビデオロゴ→おことわり→本編の順番だった。
一部の作品やOVA作品に至ってはオープニングロゴから始まり新作案内で終了するパターンや、おことわり→劇場の予告映像または新作案内→映像倫ロゴ（OVA・レイディング作品）→オープニングロゴ→本編→特典映像または関連プロモーション映像で終了するパターンもあった。
ポケモンショックが発生した1998年以降は、おことわり→視聴上のご注意→映像倫ロゴ（OVA・レイディング作品）→タイトル（映画作品は省略）→オープニングロゴ→本編→新作案内または特典映像（無い場合もあり）の順番だった。
2000年代以降は、おことわり→視聴上のご注意→ホームページ案内→映像倫ロゴ→タイトル（映画作品は省略）→オープニングロゴ→本編→新作案内または特典映像の順番だった。